# Cobán
Cobán è un comune del Guatemala, capoluogo del Dipartimento di Alta Verapaz.
La cittadina si trova nel centro di una regione intensamente dedicata alla coltivazione del caffè.
Fondata nel 1543 da frati domenicani deve la sua espansione all'immigrazione di coloni tedeschi che gestirono le coltivazioni di caffè fino alla seconda guerra mondiale quando furono espulsi dal paese su pressione da parte del governo USA. Nell'architettura della città sono evidenti elementi dell'architettura coloniale spagnola ma anche influenze tedesche.
Cobán storicamente ha goduto di un livello di benessere superiore alla media del resto dello stato dovuto anche alla relativa indipendenza concessa dal governo federale ai proprietari delle coltivazioni di caffè. Negli ultimi anni molti di questi si sono trasferiti nella capitale ed è aumentata l'influenza del governo federale.
L'etnia indigena dominante nell'area è quella Q'eqchi di origine maya e la lingua Q'eqchi è ampiamente diffusa in città specialmente nei mercati dove i contadini del circondario vendono i loro prodotti.
Cobán è circondata da montagne dove crescono numerose specie di orchidee, la rara Monja Blanca è il simbolo dello stato. Le montagne ospitano anche diversi parchi nazionali del paese, il più famoso è il Biotopo Mario Dary Rivera (Biotopo Del Quetzal) vi sono inoltre numerose grotte e cascate che attirano nella regione un buon numero di turisti.
Fra i monumenti della città vi sono la Iglesia del Calvario, la cattedrale risalente al XVI secolo, il museo archeologico Principe Maya e la piazza centrale della città.
A circa 5 km dalla città si trova il vivaio Las Verapaces nel quale si trova una vasta collezione di orchidee, circa 60.000 esemplari di oltre 750 varietà.